# کنفرانس بین‌المللی افغانستان در برلین
کنفرانس بین‌المللی افغانستان در برلین یک کنفرانس دو روزه دربارهٔ افغانستان بود که با شرکت نمایندگان سازمان ملل، افغانستان، آلمان، ژاپن و صدها تن از وزراء و مقامات شصت کشور جهان، و سازمان‌های بین‌المللی در سال ۲۰۰۴ میلادی در شهر برلین آلمان برگزار شد.

## اهداف
این کنفرانس بهبود روند بازسازی افغانستان را ارزیابی کرده و دربارهٔ نیازهای این کشور برای برقراری امنیت، ثبات و صلح در این کشور تصمیم می‌گرفت.
یکی از اهداف این کنفرانس تثبیت دولت حامد کرزی برای تقویت قدرت در مناطق ناآرام و افزایش امنیت بود. از مسائل مهمی که در این کنفرانس به آن پرداخته شد مبارزه با تولید مواد مخدر، تقویت نیروهای بین‌المللی، کمک به تأمین امنیت ایساف تحت نظارت سازمان ناتو که برای تأمین امنیت در زمان برگزاری انتخابات ریاست جمهوری و پارلمانی که قرار بود ماه سپتامبر در این افغانستان برگزار می‌شد، بود. پرداخت بیش از هشت میلیارد دلار کمک برای بازسازی افغانستان در طول سه سال، از جمله دستاوردهای نشست برلین برای این کشور بود.

## هیئت افغانستان
عبدالله عبدالله وزیر امور خارجه، رمضان بشردوست وزیر برنامه‌ریزی، سید مصطفی کاظمی وزیر تجارت، محمداشرف غنی وزیر مالیه، محمد امین فرهنک وزیر بازسازی و تنی چند از دیگر مقامات دولتی حامد کرزی رئیس دولت انتقالی افغانستان را در این سفر همراهی کردند.